# Теорія божевільного

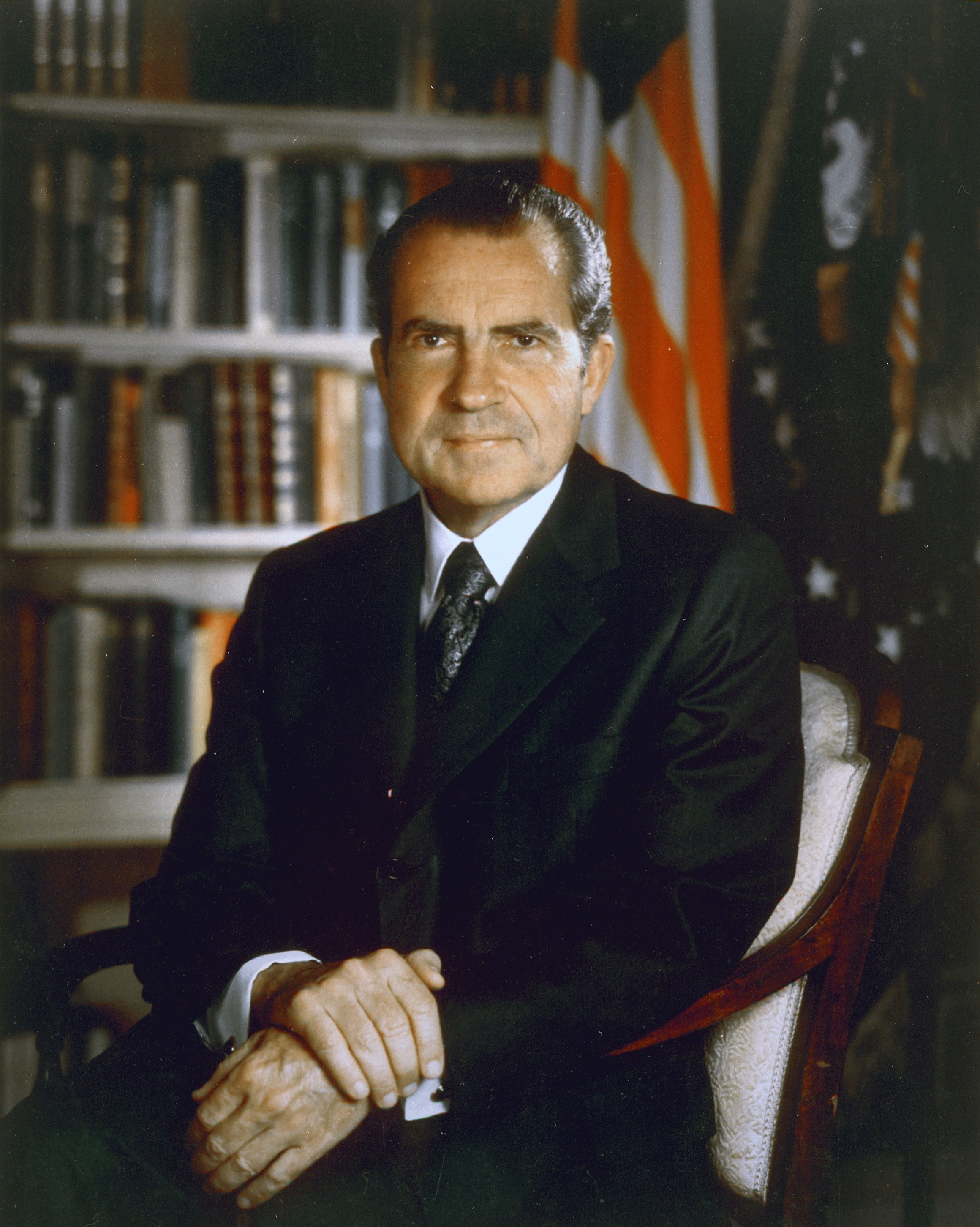
Теорія божевілля була важливою частиною зовнішньої політики Річарда Ніксона.

Теорія божевільного — це політична теорія, що зазвичай асоціюється із зовнішньою політикою президента США Річарда Ніксона. Він та його адміністрація намагалися змусити лідерів ворожих націй комуністичного блоку думати, що Ніксон був нераціональним та мінливим. Згідно з теорією, тоді ці лідери уникали б провокувань США, боячись непередбачуваної відповіді.

## Історія
У 1517 році Нікколо Макіавеллі стверджував, що іноді це «дуже мудра річ, що імітує божевілля» (Дискурси про Ліві, книга 3, глава 2). Хоча у «Війні Ніксона у В'єтнамі» Кімбол стверджує, що Ніксон до стратегії дійшов самостійно, у результаті практичного досвіду і спостереження за поведінкою Дуайта Д. Ейзенхауера та корейською війною .
У своїй книзі 1962 року «Думаючи про немислиме» футурист Герман Кан стверджував, що «виглядати трохи божевільним» може бути ефективним способом спонукати супротивника протистояти.

### Ніксон
Начальник штабу Ніксона, Гаррі Холдеман, написав, що Ніксон довірив йому: 
 Я називаю це теорією божевільного, Боб. Я хочу, щоб північні в'єтнамці повірили, що я досяг будь-якої точки, щоб зробити щось, щоб зупинити війну. Ми просто відповімо їм слово, що "заради Бога, ти знаєш, що Ніксон одержимий комунізмом. Ми не можемо стримувати його, коли він сердиться — і він тримає руку на ядерній кнопці «, а сам Хо Ші Мін буде через два дні в Парижі, благаючи про мир» 
 У жовтні 1969 року адміністрація Ніксона повідомила Радянському Союзу, що «божевільний розслабився», коли військові США отримали наказ бути в повній бойовій готовності до повномасштабної війни (невідомий для більшості американського населення), а бомбардувальники, озброєні термоядерною зброєю, три дні поспіль показово пролітали біля радянського кордону.
Адміністрація застосовувала «стратегію божевільного», щоб змусити уряд Північного В'єтнаму вести переговори про припинення війни у В'єтнамі . У липні 1969 року (згідно з доповіддю ЦРУ, розсекреченою у лютому 2018 року), президент Ніксон, імовірно, запропонував президентові Південного В'єтнаму Тіє два шляхи, які він розглядав задля припинення війни: або ядерною зброєю, або створенням коаліційного уряду.
Водночас кілька американських дипломатів, співробітників, друзів та родичів знали про умови Ніксона, знаючи, що Ніксон також вживав алкоголь, і у нього виникли проблеми з боротьбою з безсонням, через що йому прописали снодійне. За словами Рея Прайса, він іноді приймав їх разом. Це кілька разів впливало на нього та його оточення; від Джона Ерліхмана, якого називали його «петельним», до Маноло Санчеса, республіканського оперативного спеціального радника президента, який вважав, що Ніксон переніс інсульт або інфаркт, перебуваючи на зв'язку по телефону, адже він не зміг отримати телефонний дзвінок Британського прем'єр-міністра під час кризи в Середньому регіоні. І дочка Ніксона Джулі Ніксон Ейзенхауер, і друг Біллі Грем визнали цей факт після його президентства. Ніксон також приймав дилантин, рекомендований Джеком Дрейфусом . Ці ліки зазвичай призначають проти нападів, але у випадку Ніксона це стосувалося боротьби з депресією. Також Генрі Кіссинджер зобразив вторгнення 1970 року в Камбоджу як симптом передбачуваної нестабільності Ніксона.

### Трамп
Дехто вважає, що ця теорія є стратегією, яку застосовує президент США Дональд Трамп у стосунках як із союзними, так і з ворожими країнами. Джонатан Стівенсон стверджує, що стратегія Трампа може бути навіть менш ефективною, ніж Ніксона, тому що Ніксон намагався створити враження, що «його засунули занадто далеко, маючи на увазі, що він повернеться до тями, якщо Рада і Північний В'єтнам поступляться». Тоді як уряд Північної Кореї навряд чи вірить, що «Трамп зробив би те саме», оскільки його погрози є «стандартною операційною процедурою», а не тимчасовою емоційною реакцією.

## Критика
Політолог Скотт Саган та історик Джеремі Сурі, критикуючи теорію як «неефективну та небезпечну», посилаються на переконання, що радянський лідер Брежнєв не розумів, що намагався донести Ніксон, а також на імовірність катастрофи від різких рухів американських сил. Передбачуване використання цієї теорії президентом Трампом у випадку з Північною Кореєю було також розкритиковано, адже імовірність катастрофи, що виникла в результаті ракетних випробувань Північної Кореї, також була збільшена.